# Pleurothallis lehmanniana
Pleurothallis lehmanniana là một loài thực vật có hoa trong họ Lan. Loài này được Schltr. miêu tả khoa học đầu tiên năm 1920.

## Hình ảnh

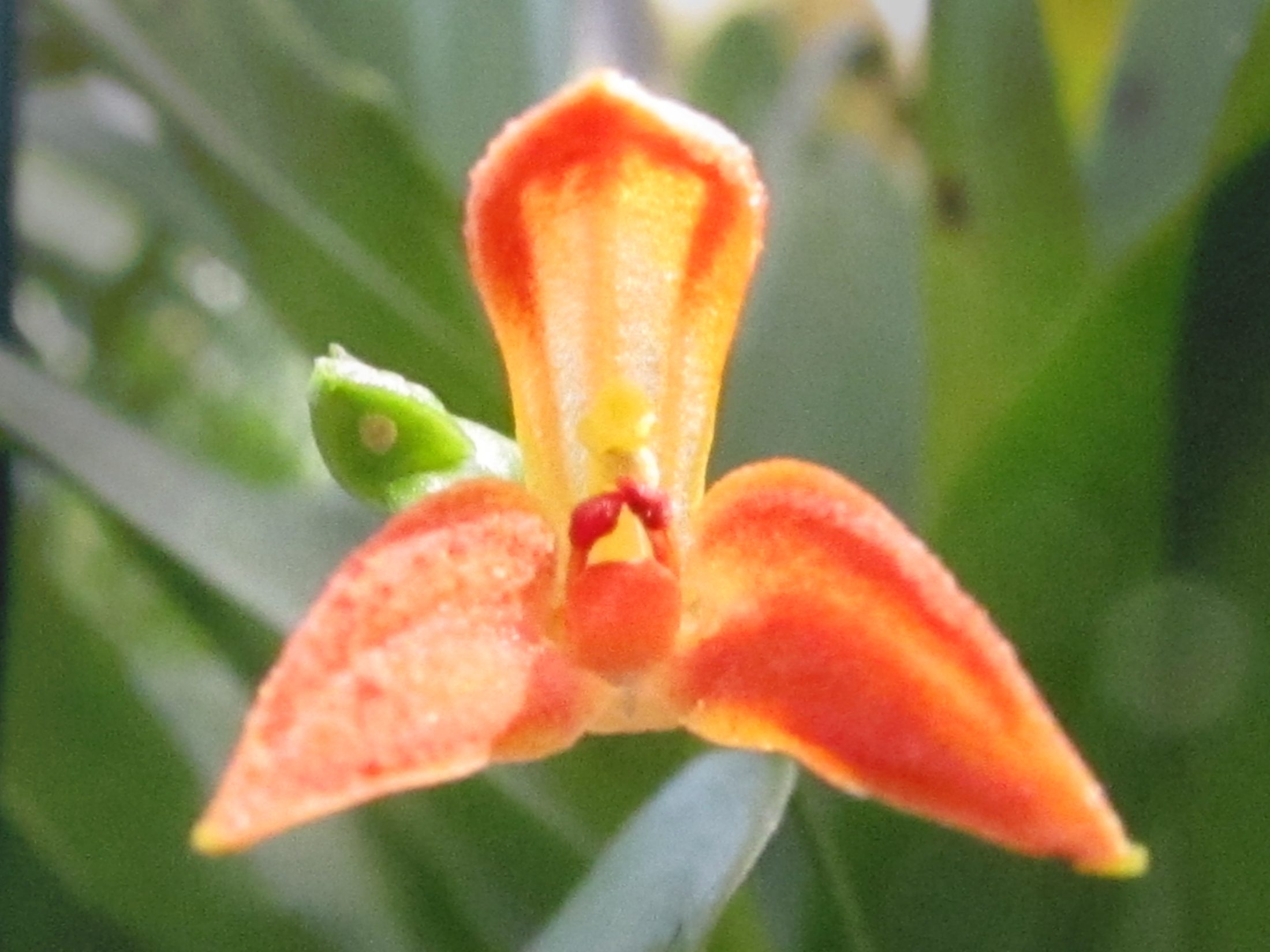